# Порозово (Вологодская область)
Порозово — упразднённая деревня в Вологодском районе Вологодской области России.

## География
Было расположено на высоком берегу реки Вологды, в месте впадения в неё реки Масляная, напротив современного посёлка Верхневологодский (до 1966 года — посёлок Верхневологодского сырьевого цеха).

## История
В 1841 году Михаилом Алексеевичем Зубовым были приобретены земли, на которых заложена усадьба Порозово, которую в 1886 году наследовал его сын Николай Зубов (до 1902). После революции поместье было конфисковано и усадьба «Нардом» постепенно пришла в запустение. Рядом с «Нардомом» после революции находилась двухэтажная Порозовская начальная школа.
На противоположном берегу был построен маслозавод имени Бергавинова (в последующем он назывался Верхневологодский маслозавод). Рядом с этим заводом было несколько домов, где проживали работники завода, была контора, несколько складских помещений. Это поселение и называлось «Порозовом» Молоко на маслозавод, доставлялось из соседней деревни Малоновленское и других расположенных рядом деревень. Завод во время Второй мировой войны поставлял на фронт масло, сыр, казеин, а в конце войны освоил выпуск шоколадного масла. В настоящее время завод не сохранился, дачное поселение, которое возникло рядом с бывшим маслозаводом называется «Верхневологодское поселение».
В 2019 году профессором кафедры нормальной физиологии Северного государственного медицинского университета Владимиром Петровичем Пащенко о деревне Порозове была написана книга «Вовкино детство в Порозове, когда была война».